# Sven Stolpe
Sven Stolpe (Estocolmo, 24 de agosto de 1905- Filipstad, 26 de agosto de 1996) fue un escritor, traductor, periodista y crítico literario sueco.
Fue un intelectual muy activo y en los años 1930 argumentó a favor del internacionalismo y en contra del esteticismo. También fue miembro de la orgazación cristiana Oxford Group, que abogaba por un "rearme moral y espiritual" y se convirtió al catolicismo en 1947.

## Obra
- Två generationer, 1929
- I dödens väntrum, 1930
- Livsdyrkare: studier i modern primitivism, 1931
- Con Ernst Robert Curtius: Den franska kulturen : en orientering, 1932
- Sigfrid Siwertz, 1933
- Hjalmar Söderberg, 1934
- Kristna falangen, 1934
- Diktens frihet, 1935
- Det svenska geniet och andra studier,  1935
- Kristna falangen: franska essäer. Ny samling, 1936
- Oxfordprofiler,  1938
- I smältdegeln: Inlägg och skisser, 1941
- Fem norrmän: Christopher Bruun, Eivind Berggrav, Arne Fjellbu, Ronald Fangen, Fredrik Ramm, 1942
- General von Döbeln 1942 (guion)
- Kvinnor i fångenskap 1943  (guion)
- En dag skall gry 1944 (guion)
- Excellensen 1944  (guion)
- Vi behöver varann 1944  (guion)
- Brott och straff 1945  (guion)
- Francois Mauriac och andra essayer, 1947
- Lätt, snabb och öm, 1947
- Änglar och demoner: karikatyrer och skisser, 1948
- Den glömda vägen, 1949
- Stefan George och andra studier, 1956
- Ungdom, 1957
- Student -23,  1958
- Från stoicism till mystik: studier i drottning Kristinas maximer,  1959
- Drottning Kristina, 1960-1961
- Klara: komedi i fem akter, 1962
- I dödens skugga 1962
- Tre franska författare: essäer om André Gide, François Mauriac, Georges Bernanos, 1963
- Dag Hammarskjölds andliga väg, 1964
- Låt mig berätta, 1970
- Låt mig berätta mer, minnen och anekdoter', 1971
- Svenska folkets litteraturhistoria, 1972
- Memoarer,  1974-1976
- Geijer : en essay, 1976
- Birgitta i Sverige och i Rom, 1976
- Tål ni höra mer? : minnen och anekdoter, 1976
- Olof Lagercrantz, 1980
- 40 svenska författare, 1980
- Livets löjen: glada minnen och bagateller, 1983
- Nikolaj Berdjajev, 1983
- Äventyr i Paris - och annorstädes : essayer av Sven Stolpe 1934-1974, 1984
- Mitt Värmland, 1985
- Jeanne d'Arc: en biografi, 1988
- Franciskus: lärjunge och diktare, 1988
- Tal till vänner, 1990